# Hockey su prato ai Giochi della XXXI Olimpiade

## Calendario
| Hockey su prato alla XXXII Olimpiade | Hockey su prato alla XXXII Olimpiade | Hockey su prato alla XXXII Olimpiade | Hockey su prato alla XXXII Olimpiade | Hockey su prato alla XXXII Olimpiade | Hockey su prato alla XXXII Olimpiade | Hockey su prato alla XXXII Olimpiade | Hockey su prato alla XXXII Olimpiade | Hockey su prato alla XXXII Olimpiade | Hockey su prato alla XXXII Olimpiade | Hockey su prato alla XXXII Olimpiade | Hockey su prato alla XXXII Olimpiade | Hockey su prato alla XXXII Olimpiade | Hockey su prato alla XXXII Olimpiade | Hockey su prato alla XXXII Olimpiade | Hockey su prato alla XXXII Olimpiade | Hockey su prato alla XXXII Olimpiade | Hockey su prato alla XXXII Olimpiade |
| Agosto '16                           | 6                                    | 7                                    | 8                                    | 9                                    | 10                                   | 11                                   | 12                                   | 13                                   | 14                                   | 15                                   | 16                                   | 17                                   | 18                                   | 18                                   | 19                                   | 19                                   | Totale                               |
| ------------------------------------ | ------------------------------------ | ------------------------------------ | ------------------------------------ | ------------------------------------ | ------------------------------------ | ------------------------------------ | ------------------------------------ | ------------------------------------ | ------------------------------------ | ------------------------------------ | ------------------------------------ | ------------------------------------ | ------------------------------------ | ------------------------------------ | ------------------------------------ | ------------------------------------ | ------------------------------------ |
| Uomini                               | 1°T                                  | 1°T                                  | 1°T                                  | 1°T                                  | 1°T                                  | 1°T                                  | 1°T                                  |                                      | Q.                                   |                                      | SF                                   |                                      | f                                    | F                                    |                                      |                                      | 1                                    |
| Donne                                | 1°T                                  | 1°T                                  | 1°T                                  |                                      | 1°T                                  | 1°T                                  | 1°T                                  | 1°T                                  |                                      | Q.                                   |                                      | SF                                   |                                      |                                      | f                                    | F                                    | 1                                    |
| Totale                               |                                      |                                      |                                      |                                      |                                      |                                      |                                      |                                      |                                      |                                      |                                      |                                      | 1                                    | 1                                    | 1                                    | 1                                    | 2                                    |

|  | Gironi |  | Quarti di finale |  | Semifinali |  | Finale 3º posto |  | Finale 1º posto |

## Tornei

### Squadre qualificate
| Competizione                        | Data                          | Sede                     | Posti | Qualificati                          |
| ----------------------------------- | ----------------------------- | ------------------------ | ----- | ------------------------------------ |
| Nazione ospitante                   | –                             | –                        | 1     | Brasile                              |
| Giochi asiatici 2014                | 20 settembre – 2 ottobre 2014 | Corea del Sud, Incheon   | 1     | India                                |
| Semifinali World League 2014-2015 1 | 3 – 14 giugno 2015            | Argentina, Buenos Aires  | 3     | Germania Canada Spagna Nuova Zelanda |
| Semifinali World League 2014-2015 2 | 20 giugno – 5 luglio 2015     | Belgio, Brasschaat       | 3     | Belgio Gran Bretagna Irlanda         |
| Giochi panamericani                 | 14 – 25 luglio 2015           | Canada, Toronto          | 1     | Argentina                            |
| Campionato europeo                  | 21 – 29 agosto 2015           | Regno Unito, Londra      | 1     | Paesi Bassi                          |
| Coppa oceanica                      | 17 – 25 ottobre 2015          | Nuova Zelanda, Stratford | 1     | Australia                            |
| Campionato africano                 | 23 ottobre – 1 novembre 2015  | Sudafrica, Randburg      | 1     | Sudafrica                            |
| Totale                              | Totale                        | Totale                   | 12    | 12                                   |

| Competizione                        | Data                          | Sede                     | Posti | Qualificati                              |
| ----------------------------------- | ----------------------------- | ------------------------ | ----- | ---------------------------------------- |
| Nazione ospitante                   | –                             | –                        | 1     | Brasile                                  |
| Giochi asiatici 2014                | 20 settembre – 2 ottobre 2014 | Corea del Sud, Incheon   | 1     | Corea del Sud                            |
| Semifinali World League 2014-2015 1 | 3 – 14 giugno 2015            | Argentina, Buenos Aires  | 3     | Argentina Germania Cina Spagna           |
| Semifinali World League 2014-2015 2 | 20 giugno – 5 luglio 2015     | Belgio, Brasschaat       | 3     | Paesi Bassi India Giappone Nuova Zelanda |
| Giochi panamericani                 | 13 – 24 luglio 2015           | Canada, Toronto          | 1     | Stati Uniti                              |
| Campionato europeo                  | 22 – 30 agosto 2015           | Regno Unito, Londra      | 1     | Gran Bretagna                            |
| Coppa oceanica                      | 17 – 25 ottobre 2015          | Nuova Zelanda, Stratford | 1     | Australia                                |
| Campionato africano                 | 23 ottobre – 1 novembre 2015  | Sudafrica, Randburg      | 1     | Sudafrica                                |
| Totale                              | Totale                        | Totale                   | 12    | 12                                       |

## Podi

### Uomini
| Evento                              | Oro | Argento | Bronzo |
| Hockey su prato maschile (dettagli) | Argentina Juan Manuel Vivaldi Gonzalo Peillat Juan Ignacio Gilardi Pedro Ibarra Facundo Callioni Lucas Rey Matías Paredes Joaquín Menini Lucas Vila Luca Masso Ignacio Ortiz Juan Martín López Juan Manuel Saladino Isidoro Ibarra Matías Rey Manuel Brunet Agustín Mazzilli Lucas Rossi | Belgio Arthur Van Doren John-John Dohmen Florent van Aubel Sebastien Dockier Cédric Charlier Gauthier Boccard Emmanuel Stockbroekx Thomas Briels Felix Denayer Vincent Vanasch Simon Gougnard Loïck Luypaert Tom Boon Jérôme Truyens Elliot Van Strydonck Tanguy Cosyns | Germania Nicolas Jacobi Matthias Müller Linus Butt Martin Häner Moritz Trompertz Mats Grambusch Christopher Wesley Timm Herzbruch Tobias Hauke Tom Grambusch Christopher Rühr Martin Zwicker Moritz Fürste Florian Fuchs Timur Oruz Niklas Wellen |

### Donne
| Evento                               | Oro | Argento | Bronzo |
| Hockey su prato femminile (dettagli) | Gran Bretagna Maddie Hinch Laura Unsworth Crista Cullen Hannah Macleod Georgie Twigg Helen Richardson-Walsh Susannah Townsend Kate Richardson-Walsh Sam Quek Alex Danson Giselle Ansley Sophie Bray Hollie Webb Shona McCallin Lily Owsley Nicola White | Paesi Bassi Joyce Sombroek Xan de Waard Kitty van Male Laurien Leurink Willemijn Bos Marloes Keetels Carlien Dirkse van den Heuvel Kelly Jonker Maria Verschoor Lidewij Welten Caia van Maasakker Maartje Paumen Naomi van As Ellen Hoog Margot van Geffen Eva de Goede | Germania Nike Lorenz Selin Oruz Anne Schröder Lisa Schütze Charlotte Stapenhorst Katharina Otte Janne Müller-Wieland Hannah Krüger Jana Teschke Lisa Altenburg Franzisca Hauke Cécile Pieper Marie Mävers Annika Sprink Julia Müller Pia-Sophie Oldhafer Kristina Reynolds |

## Medagliere
| Pos.   | Paese         | Oro | Argento | Bronzo | Totale |
| ------ | ------------- | --- | ------- | ------ | ------ |
| 1      | Argentina     | 1   | 0       | 0      | 1      |
| 1      | Gran Bretagna | 1   | 0       | 0      | 1      |
| 3      | Belgio        | 0   | 1       | 0      | 1      |
| 3      | Paesi Bassi   | 0   | 1       | 0      | 1      |
| 5      | Germania      | 0   | 0       | 2      | 2      |
| Totale | Totale        | 2   | 2       | 2      | 6      |